# Анткевич, Алексий
Алексий Анткевич (пол. Aleksy Antkiewicz; 12 ноября 1923, Катлево — 3 апреля 2005, Гданьск) — польский боксёр лёгкой и полулёгкой весовых категорий, выступал за сборную Польши в конце 1940-х — начале 1950-х годов. Серебряный и бронзовый призёр летних Олимпийских игр, обладатель бронзовой медали чемпионата Европы, пятикратный чемпион национального первенства, участник многих международных турниров и матчевых встреч, заслуженный мастер спорта Польши. Также известен как тренер по боксу.

## Биография
Родился 12 ноября 1923 года в деревне Катлево недалеко от города Нове-Място-Любавске, Варминьско-Мазурское воеводство.
Активно заниматься боксом начал в раннем детстве, проходил подготовку в милицейском спортивном клубе «Гдыня».
Во время немецкой оккупации работал на железной дороге, а конец войны провёл в лагере для военнопленных в Бургхаузене — был освобождён пришедшей американской армией. После окончания войны вернулся на родину и продолжил заниматься боксом.
В 1947 году в полулёгкой весовой категории стал чемпионом Польши, кроме того, побывал на первенстве Европы в Дублине, где дошёл до стадии четвертьфиналов. Год спустя защитил звание национального чемпиона и благодаря череде удачных выступлений удостоился права защищать честь страны на летних Олимпийских играх в Лондоне — добрался здесь до полуфинала, потерпев поражение от итальянца Эрнесто Форменти. Тем не менее, ему удалось выиграть матч за третье место, и за это достижение в 1948 году он был признан лучшим спортсменом Польши.
Получив бронзовую олимпийскую медаль, Анткевич остался в основном составе сборной, в частности, в 1949 году он в третий раз подряд выиграл первенство Польши и съездил на чемпионат Европы в Осло, где снова остановился на стадии четвертьфиналов. В 1950 и 1951 годах вновь был лучшим в своей стране, безрезультатно посетил европейское первенство в Милане, а позже прошёл квалификацию на Олимпийские игры в Хельсинки — в программе лёгкого веса одолел всех соперников кроме итальянца Аурельяно Болоньези (смог выиграть только один раунд из трёх). Последним крупным международным турниром для него стал домашний чемпионат Европы в Варшаве, на сей раз поляк действовал успешнее, завоевал медаль бронзового достоинства. Вскоре после этих соревнований Алексий Анткевич принял решение завершить карьеру спортсмена, уступив место в сборной молодым польским бойцам. Всего в любительском олимпийском боксе он провёл 250 боёв, из них 215 окончил победой, 27 раз проиграл, в восьми случаях была зафиксирована ничья. В том числе имеет в послужном списке 13 матчевых встреч с другими сборными, из которых в шести одержал победу.
Завершив спортивную карьеру, Анткевич в течение многих лет работал тренером и подготовил многих талантливых боксёров. Его учениками в числе прочих были такие известные чемпионы как Хуберт Скшипчак, Казимеж Адах, Хенрик Дампц. В период 1974—1989 он занимал должность главного тренера боксёрского клуба «Черный Слупск». Был дважды женат (первая жена умерла в 1976 году), вырастил троих дочерей.
Умер 3 апреля 2005 года в Гданьске. Посмертно награждён орденом Возрождения Польши.